# Eulasiona urtamira
Eulasiona urtamira är en tvåvingeart som beskrevs av Herting 1973. Eulasiona urtamira ingår i släktet Eulasiona och familjen parasitflugor. Inga underarter finns listade i Catalogue of Life.